# Timothy Leary
Pour les articles homonymes, voir Leary.
 (mars 2015).
Si vous disposez d'ouvrages ou d'articles de référence ou si vous connaissez des sites web de qualité traitant du thème abordé ici, merci de compléter l'article en donnant les références utiles à sa vérifiabilité et en les liant à la section « Notes et références ».
Œuvres principales
- Neurologic
- Chaos and Cyber Culture
- The Politics of Ecstasy

Timothy Francis Leary, né le 22 octobre 1920 à Springfield dans le Massachusetts et mort le 31 mai 1996 à Beverly Hills en Californie, est un essayiste américain, psychologue de formation et militant de l'usage des psychédéliques. 
Il est le plus célèbre partisan des bienfaits thérapeutiques et spirituels du LSD. Pendant les années 1960, il a inventé et popularisé le slogan Turn on, tune in, drop out (« Vas-y, mets-toi en phase, et décroche »), devise synonyme de libération, de contemplation (méditative) et de contestation.

## Biographie

### Enfance et études
Timothy Leary est né à Springfield (Massachusetts) dans une famille catholique irlandaise de la Nouvelle-Angleterre, d'un père dentiste. Après ses études secondaires, il étudie pendant deux ans, de 1938 à 1940, au College of the Holy Cross, à Worcester, Massachusetts, mais réagit mal à la discipline de cet établissement jésuite. Sous la pression de son père, il devient alors cadet de l'académie militaire de West Point, mais en est renvoyé au bout de 18 mois après de nombreux déboires. Il obtient finalement une licence en psychologie à l'université d'Alabama en 1943. Cette même année, il est incorporé dans l'armée des États-Unis dans laquelle il servit en tant que psychologue.
À sa sortie de l'armée, il reprend ses études et passe un doctorat en psychologie à l'université de Californie à Berkeley en 1950. Il devient professeur auxiliaire à Berkeley de 1950 à 1955. Leary, alors aux prises, ainsi que son épouse suicidée en 1955, avec l'alcool, a plus tard décrit ces années avec dédain, se voyant comme :
« Un employé anonyme qui se joint à la longue file des banlieusards pour aller au boulot le matin et qui rentre chez lui le soir pour ingurgiter des martinis… comme des millions de robots intellectuels issus de la classe moyenne libérale. »
Il devient ensuite directeur du département de recherche en psychiatrie Kaiser de l'université de Oakland (1955-1958), et enfin, après quelques péripéties, conférencier en psychologie à l'université Harvard (1959-1963). Durant ces années, il développe entre autres le modèle du circomplexe interpersonnel afin de décrire les traits de personnalité qui interviennent dans les relations sociales. Son modèle conçoit les relations selon deux axes: l'amour et la dominance.

### Expérience des drogues

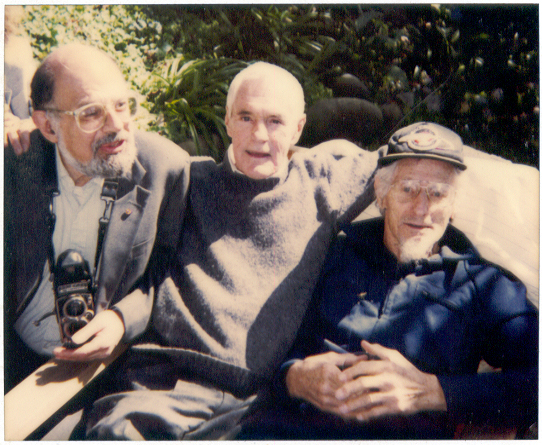
Allen Ginsberg, Timothy Leary et John Lilly en 1991.

En août 1960, Timothy Leary se rend au Mexique à Cuernavaca où il consomme des champignons hallucinogènes contenant de la psilocybine. Une expérience qui, dit-il, change radicalement le cours de sa vie.
Dès son retour à Harvard, Leary s'associe avec l'enseignant Richard Alpert (connu plus tard sous le nom de Ram Dass), et certains de ses étudiants pour des projets de recherches pour explorer les effets de la psilocybine puis du LSD, psychotrope de synthèse alors légal fourni par les laboratoires Sandoz.
Ils en viennent à affirmer que le LSD, correctement dosé, et pris de préférence sous la supervision d'un professionnel, peut changer radicalement la perception, la conscience, le comportement et la personnalité. Leurs recherches finissent par avoir pour but, grâce à l’« expansion (ou l'élévation) de la conscience » provoquée selon lui par ce produit, de trouver des traitements de l'alcoolisme (dont il a été affecté) et de la psychose, de réhabiliter les criminels et de dynamiser la libido. Plusieurs participants à ces recherches et lui-même disent en outre avoir vécu des expériences mystiques et spirituelles, qui, prétendent-ils, ont changé leur vie d'une façon très positive. L'écrivain beat Allen Ginsberg se joint à eux et participe ainsi au mouvement psychédélique naissant. C'est le début d'une longue amitié dédiée à l'« expansion de la conscience », avec aussi John Cunningham Lilly, autre chercheur américain.
Leary et Alpert sont écartés de Harvard en 1963 à cause de la direction que prennent leurs recherches et parce que certains parents d'étudiants portent plainte auprès de l'administration lorsqu'ils apprennent que des hallucinogènes ont été distribués à leurs enfants dans le cadre de ces recherches. Ils poursuivent alors leurs recherches dans un grand manoir à Millbrook appartenant à trois riches héritiers, par ailleurs aussi amateurs de LSD, Peggy, William et Tommy Hitchcock.
Leary écrit plus tard :
« On se voyait comme des anthropologues du XXIe siècle qui auraient voyagé à travers le temps pour se retrouver dans les ténèbres des années 1960. Dans cette colonie de l'espace, on voulait créer un nouveau paganisme et une nouvelle existence vécue comme un art. »

### Ennuis judiciaires

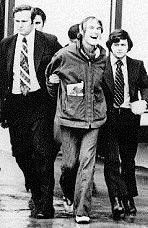
Timothy Leary lors de son arrestation par la DEA en 1972.

Leary fut d'abord inquiété pour importation de marijuana lors du retour d'un voyage au Mexique en décembre 1965.
Par ailleurs, le LSD étant devenu illégal en 1966, des incursions répétées du FBI entraînent la fin de l'ère Millbrook. Il finit par être considéré comme l'homme le plus dangereux des États-Unis.
Il est arrêté une deuxième fois pour possession de marijuana, en décembre 1968, et à l'issue d'un procès fleuve en 1969, il est condamné en janvier 1970 à un total de vingt ans de prison et incarcéré. Il subit à son entrée en prison les tests psychologiques standards assignés aux détenus pour l'attribution des tâches. Ayant lui-même créé ces tests, il donne des réponses qui le prédisposent à travailler dans le jardin de la prison, d'où en septembre 1970, la Weather Underground Organization, mouvement de gauche radicale, le fait s'évader.
Avec son épouse Rosemary, il quitte alors clandestinement les États-Unis pour l'Algérie. Son plan est de s'y réfugier en compagnie du black panther Eldridge Cleaver, ce qui s'avère une mauvaise idée lorsque celui-ci tente de le prendre en otage. Le couple parvient à s'enfuir en Suisse où un ami leur prête un chalet à Villars-sur-Ollon. Leary est placé sous contrôle judiciaire par les autorités locales mais, en définitive, la Suisse refuse l’extradition demandée par les États-Unis et accorde une autorisation provisoire de résidence. Ils quittent ensuite ce pays pour l’Autriche puis, séparé de Rosemary, Leary se rend en Afghanistan. Il y est arrêté par des agents du gouvernement américain et extradé aux États-Unis en 1974. Il coopère avec le FBI aux enquêtes menées sur le Weather Underground et est libéré le 21 avril 1976 par le gouverneur Jerry Brown.

### À la recherche de voies nouvelles
Par la suite, il travaille à un modèle qui suppose que l'esprit humain est composé de « huit circuits de conscience ». Selon lui, la plupart des gens n'accèdent qu'à quatre de ces circuits au cours de leur vie. Les quatre autres seraient des ramifications révolutionnaires des quatre premiers et devraient permettre d'accéder à la vie dans l'espace et à " l'élargissement de conscience nécessaire au progrès scientifique et social. Selon Leary, certains peuvent accéder à ces quatre autres circuits par la méditation ou par d'autres voies spirituelles. Il cite comme preuve de l'existence de ces quatre circuits « plus élevés » le sentiment de mouvement sans inhibitions éprouvé par l'utilisateur de marijuana. Dans ce modèle de huit circuits de la conscience, l'une des fonctions premières du cinquième circuit, le premier à se manifester pendant la vie dans l'espace extra-atmosphérique, permettrait aux humains de s'acclimater à un environnement sans air et à faible pesanteur...
À plusieurs occasions, Leary s'est intéressé à l'occultisme et il était membre de l'ordre magique, les Illuminés de Thanatéros. Un mois avant de mourir d'un cancer de la prostate, Leary a écrit un livre intitulé Design for Dying, qui tentait de montrer une nouvelle manière d'envisager la mort.
En 1964, il a coécrit un livre avec Ralph Metzner et Richard Alpert,The Psychedelic Experience, basé sur le Livre des morts tibétain dans lequel ils écrivaient :
« Une expérience psychédélique est un voyage dans de nouveaux champs de conscience. La portée et la teneur de l'expérience sont sans limites, mais ses caractéristiques sont la transcendance des concepts verbaux et de nouvelles dimensions d'espace-temps, du moi et de l'identité. De telles expériences de conscience élargie peuvent être provoquées par une multitude d'autres moyens : la privation sensorielle, les exercices de yoga, la méditation disciplinée, des pratiques religieuses ou esthétiques, ou spontanément. Très récemment, ces expériences sont devenues accessibles à tout un chacun par l'ingestion de drogues psychédéliques telles que le LSD, le psilocybine, la mescaline, le DMT, etc. Bien sûr, ce n'est pas la drogue seule qui produit l'expérience transcendante. Elle agit comme une simple clef chimique — elle ouvre l'esprit, libère le système nerveux de ses modèles et structures ordinaires. »
Ce type d'expérience évoque celles de voyage astral ou d'expériences de sorties du corps ; c'est ainsi que, partant de recherches  psychologiques, Leary est passé à des recherches physiques en s'intéressant aux voyages stellaires et à la colonisation de l'espace.
Il s'implique également dans des spéculations sur l'acide ribonucléique (ARN), dans ses livres, faisant l'hypothèse qu'il est une réplique microscopique au sein des cellules des « trous noirs » astrophysiques. Il y voyait une clef de l'élargissement possible des consciences, ainsi qu'il le suggérait dans ses conférences, piste à l'évidence qui ne retient pas l'attention des milieux scientifiques.
Ses expérimentations collectives de psychédéliques à l'université de Berkeley et de Harvard, ont une influence prépondérante dans le domaine artistique (cf. Pop-Art, etc.), avant que ses théories ne trouvent magistralement des incidences dans l'informatique balbutiante, lorsque l'ordinateur devint individuel (cf. Personal Computer) en dehors des monopoles industriels de gros systèmes.

### Acteur de la révolution informatique
Il fut l'un des premiers théoriciens de la cyberculture, militant dans cette mouvance depuis l'apparition des microprocesseurs jusqu'à la fin de sa vie quand le cyber-impact dans la société était devenu patent (cf. son livre Chaos et Cyberculture Ed. du Lézard, paru en France en 1996 ; ainsi que Techniques du Chaos).

### Mort
Atteint d'un cancer de la prostate irrémédiable, Timothy Leary a demandé que sa mort soit enregistrée sur vidéo. Il décède des suites de son cancer le 31 mai 1996 à Beverly Hills en Californie. Dans son délire final, il répète les mots Why not (« Pourquoi pas »). Sa dernière parole, selon son fils Zach Leary, est Beautiful (« Superbe »). Un film intitulé Le Dernier Voyage de Timothy Leary en a été tiré mais a suscité des controverses en raison d'une scène qui aurait été truquée.
Pendant plusieurs années, Timothy Leary avait été fasciné par les possibilités de la cryonie. Il ne croyait pas qu'il serait lui-même ressuscité, mais il croyait en l'importance de la cryonie. Il s'agissait pour lui d'un « devoir en tant que futurologue ». Timothy Leary a été en relation avec deux organismes de cryonie, l'ALCOR et sa filiale CRYOCARE, mais il demanda finalement que son corps soit incinéré, à l'exception de sa tête qui fut conservée ; ses cendres furent distribuées à ses amis et à sa famille.
Sept grammes des cendres de Timothy Leary furent transmis par un ami à l'entreprise Celestis (en) pour être envoyés dans l'espace à bord d'une fusée portant les restes de 24 autres personnes, dont Gene Roddenberry, créateur de Star Trek, Gerard O'Neill, physicien de l'espace, et Krafft Ehricke, scientifique spécialisé dans les fusées.

## Influences
De son vivant, Leary, en tant que chantre de la liberté de conscience et de son expansion, a souvent côtoyé Allen Ginsberg, Aldous Huxley, Carlos Castaneda, John Cunningham Lilly et John Lennon.
Son slogan de campagne pour le poste de gouverneur de Californie en 1969 (Come Together, join the party) est à l'origine de la chanson Come Together des Beatles.
Il a été le sujet d'une chanson des Moody Blues Legend of a Mind, qui a rendu célèbre l'expression : Timothy Leary's dead. No, no, he's outside looking in (« Timothy Leary est mort. Non, non, il nous regarde depuis l'extérieur »).
À peu près à la même époque, une chanson des Who, The Seeker, fait allusion à lui. Le protagoniste, recherchant une certaine vérité universelle, déclare : I asked Timothy Leary, but he couldn't help me either (« J'ai demandé à Timothy Leary, mais il ne pouvait pas m'aider non plus »).
En 1972, il s'associe au groupe de space rock allemand Ash Ra Tempel pour l'album Seven Up.
Dans la comédie musicale Hair traitant du mouvement Hippie des années 1970, la dernière chanson Let the Sunshine in (« Laissez entrer le soleil ») fait référence à Timothy Leary, disant que « […] La vie est autour de toi et en toi, sauf pour ce cher Timothy Leary. » (trad. libre)
« Singing our space songs on a spider-web sitar

Life is around you and in you

Except for Timothy Leary, dearie »
Le groupe de metal progressif Tool fait également référence à ses écrits sur le morceau épique Third Eye (version live) de l'album Salival, en commençant la chanson par Think For Yourself, Question Authority (« Pensez par vous-même, remettez en cause l'autorité ») et en développant son idée « Au cours de l'histoire humaine, comme notre espèce était confrontée au fait effrayant que nous ne savons pas qui nous sommes ou où nous allons dans cet océan de chaos, ce sont les autorités, politiques, religieuses ou éducatives, qui ont tenté de nous réconforter en nous donnant des ordres, des règles, des régulations, en nous informant et formant dans notre esprit leurs vues de la réalité. Pour penser par vous-même vous devez remettre en cause l'autorité et apprendre comment vous mettre dans un état vulnérable, d'esprit ouvert, chaotique, confus, de vulnérabilité pour vous informer… ». (chanson traitant de cette ouverture d'esprit vers les zones inexplorées et méconnues de notre esprit).
L'œuvre du groupe de metal américain Nevermore a elle aussi été grandement inspirée par Timothy Leary. La piste no 7 de leur premier album éponyme, Nevermore (album) (1994) a pour titre Timothy Leary. Dans leur album de 1996 intitulé The Politics of Ecstasy, la piste no 1 a pour titre The Seven Tongues of God, tout comme le premier chapitre du livre de Leary, La Politique de l'Extase (The Politics of Ecstasy en version originale). Plus récemment, dans The Obsidian Conspiracy (2010), le groupe fait une nouvelle fois référence à Timothy Leary avec la piste no 9 intitulée She Comes In Colors, tout comme le septième chapitre du livre La Politique de l'Extase. C'est surtout pour le chanteur du groupe, Warrel Dane (en), responsable du choix des titres et des paroles des chansons, que Timothy Leary a été un personnage marquant.
Son album Turn on, Tune in, Drop out (1967) a été recréé par Gestalt OrchestrA.
Steven Wilson, le leader du groupe de rock anglais Porcupine Tree, composa en 1992 Voyage 34 (en), une composition de plus d'une heure, qui met en scène les différentes étapes d'un voyage sous LSD et où la voix de Timothy Leary accompagne l'écoute[réf. nécessaire].
L'œuvre de Jimi Hendrix est très emblématique de cette expérience psychédélique ; le titre de l'album Are You Experienced (par The Jimi Hendrix Experience en 1967) en est une parfaite illustration. Ainsi que les paroles de nombre de ses chansons (Purple Haze, Moon turn the tides... gently, gently away, Little Wing, New Rising Sun, etc.), tout comme les paysages électriques composés dans son studio équipé d'une technologie de pointe.
En 2019, T.C. Boyle publie Outside Looking In (Voir la lumière, Grasset, 2020). Dans ce roman, le lecteur chemine aux côtés de Timothy Leary, personnage central de cette chronique de l'ère psychédélique.

## Anecdotes et citations
- L'expression Timothy Leary tickets désigne les petits carrés de papier buvard imbibés de LSD, vraisemblablement parce qu'ils offrent un « billet » pour un nouveau spectacle : un « voyage » dans des univers jusqu'ici encore inconnus.
- Leary est le parrain de l'actrice américaine Winona Ryder.
- « Paradoxe admirable ! On ne peut naviguer à l'extérieur que dans la mesure exacte où l'on navigue de l'intérieur »[11]
- Il est cité dans les chansons suivantes :
  - Give Peace a Chance de John Lennon, sa femme Rosemary est citée également.
  - Legend of a Mind du groupe The Moody Blues
  - (You're so) Technical, du groupe The Magnetic Fields
  - Let the Sunshine In issue de la comédie musicale Hair
  - The Seeker du groupe The Who
  - La caravane de Louis Mau (album Topographie des nuages)
  - Timothy Leary du groupe nevermore
  - Le titre Elle apparaît tout en couleurs (she comes in colors everywhere) du 7e chapitre de La Politique de l'Extase, recueil d'articles de Timothy Leary paru l'année suivante (1968) s'inspire du titre des Rolling Stones comme indiquée dans le livre page 177 "Le titre choisi est celui proposé par Rosemary (Leary) en remerciements aux Rolling Stones"[12]. (Toutefois, l'article original publié dans Playboy date de septembre 1966[13] mais il n'y est fait aucune mention de she comes in colo(u)r y compris dans le sommaire de la revue[14],[15])

## Publications
- 1957 : The Interpersonal Diagnosis of Personality
- 1964 : The Psychedelic Experience: A Manual Based on the Tibetan Book of the Dead, en collaboration avec Ralph Metzner, Richard Alpert / Karma-Glin-Pa Karma Lingpa Bar Do Thos Grol Bardo Thödol.  (ISBN 0-8065-1652-6)
- 1966 : Psychedelic Prayers & Other Meditations
- 1967 : Start Your Own Religion
- 1968 : The Politics of Ecstasy (La politique de l'extase)
- 1968 : High Priest.  (ISBN 0-914171-80-1)
- 1973 : Confessions of a Hope Fiend
- 1976 : Neuro Logic (Neurologique)
- 1983 : Flashbacks.  (ISBN 0-87477-497-7) (Mémoires acides)
- 1988 : Your Brain is God.  (ISBN 1-57951-052-3)
- 1988 : Change Your Brain.   (ISBN 1-57951-017-5)
- 1996 : Chaos et CyberCulture.   (ISBN 2-910718-07-7) (version française) et Techniques du chaos (ISBN 2-84405-044-1)
- 2012 : L'expérience psychédélique (en français) (Gilles Morand, ayant droit)  (ISBN 9782332532541)
- 2014 : Neurologique (en français) (Gilles Morand, ayant droit)  (ISBN 9782332672261)
- 2016 : La Révolution Cosmique (en français) (Gilles Morand, ayant droit)  (ISBN 9782334157643)
- 2019 : La politique de l'extase. L'expérience psychique (en français )  (ISBN 9782414335640) (Gilles Morand, ayant droit)

### Future History Series
- Vol. I : What Does WoMan Want? Adventures Along the Schwartzchild Radius (1976), l'unique roman de Timothy Leary ; une version révisée a été publiée par New Falcon Press en 1987
- Vol. II : Exo-Psychology (1977), révisé et ré-édité sous le titre Info-Psychology, a Revision of Exo-Psychology (1987) (La révolution cosmique)
- Vol. III : Neuropolitics, The Sociobiology of Human Metamorphosis (1977), avec Robert Anton Wilson et George Koopman
- Vol. IV : The Intelligence Agents (1979)
- Vol. V : The Game of Life (1979), avec Robert Anton Wilson

## Filmographie

### Comme acteur
- 1981 : Cheech & Chong's nice dreams (en) : a doctor
- 1983 : We're All Devo (en) : Dr Byrthfood
- 1987 : Medium Rare
- 1989 : Rude Awakening : Diner at Ronnie's
- 1989 : Shocker : TV Evangelist
- 1990 : Fatal Skies (en) (vidéo) : Buddy
- 1990 : Night Visions (TV) : New Age Minister
- 1991 : Ted and Venus : Judge William H. Converse
- 1992 : Roadside Prophets : Salvadore
- 1993 : Hold Me, Thrill Me, Kiss Me (en) : M.. Jones
- 1994 : Cityscrapes: Los Angeles : Philip
- 1995 : French Exit : Harbal Ecstacy Guy
- 1997 : Conceiving Ada (en) : Sims
- 1998 : Anarchy TV (en)
- 2000 : Twister: A Musical Catastrophe (vidéo) : He Dead
- 2002 : Demon Island (en) : Jonas the Chemist

### Comme scénariste
- 1979 : Dr. Timothy Leary (vidéo)
- 1994 : How to Operate Your Brain (vidéo)

### Comme réalisateur
- 1979 : Dr. Timothy Leary (vidéo)

### Films sur Timothy Leary
- 1967 : Rue des hippies (The Love-Ins) d'Arthur Dreifuss